# Bernard Tchoutang
Bernard Samuel Tchoutang (Yaoundé, 1976. szeptember 2. –) kameruni válogatott labdarúgó, aki a holland Roda JC csapatában töltötte legsikeresebb éveit.

## Sikerei, díjai

### Klub
- Roda JC
  - Holland kupa: 1999–00

### Válogatott
- Kamerun
  - Afrikai nemzetek kupája: 2000